# Cuenca, Batangas
Cuenca là một đô thị cấp bốn ở tỉnh Batangas, Philippines.

## Barangays

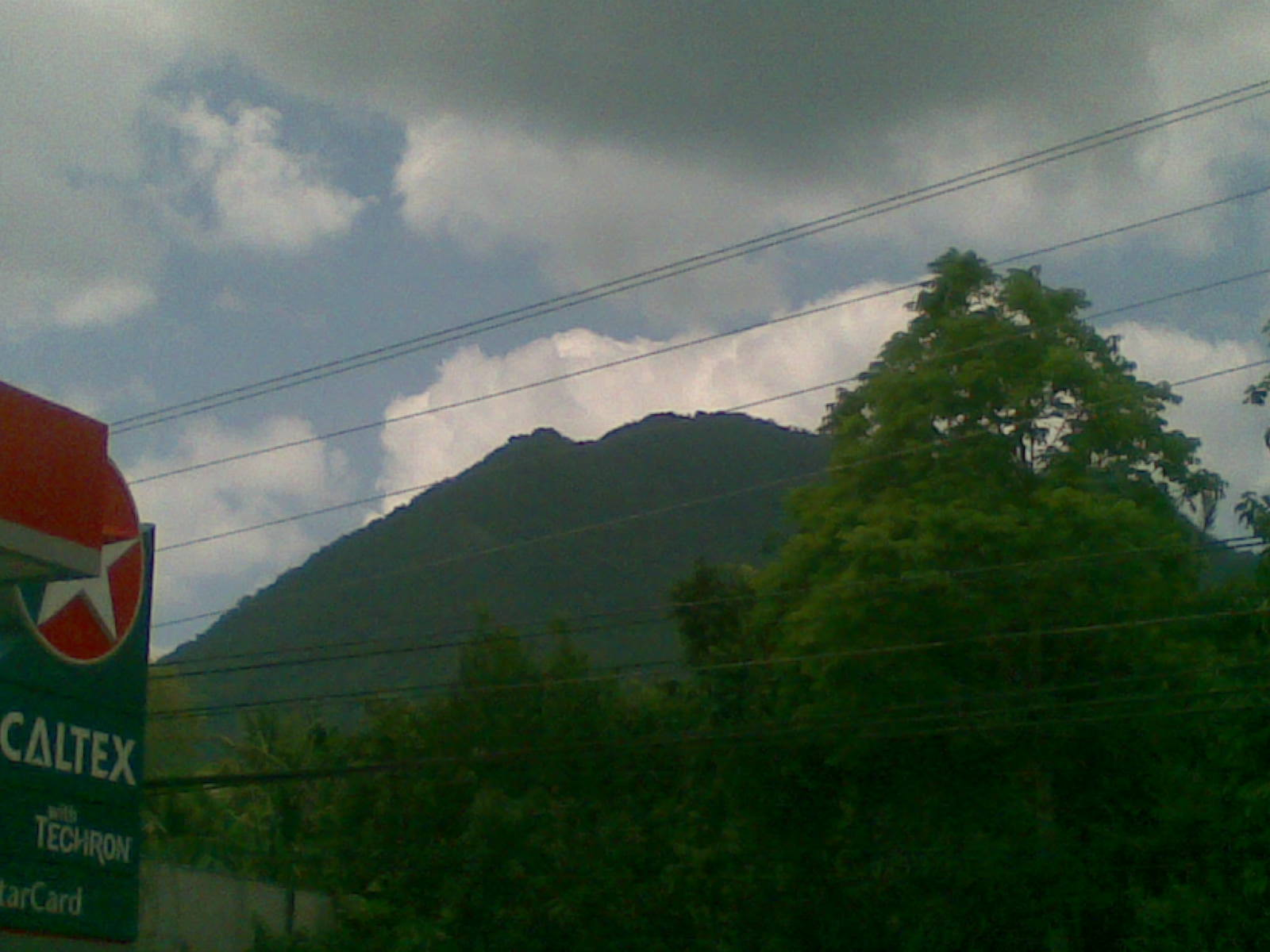
The Famous Cuenca's Tourist Attraction; Mt. Maculot

Cuenca, về mặt hành chính, được chia thành 21 khu phố (barangay).
| - Balagbag - Bungahan - Calumayin - Dalipit Đ - Dalipit West - Dita - Don Juan - Emmanuel - Ibabao - Labac - Pinagkaisahan | - San Felipe - San Isidro - Barangay 1 (Pob.) - Barangay 2 (Pob.) - Barangay 3 (Pob.) - Barangay 4 (Pob.) - Barangay 5 (Pob.) - Barangay 6 (Pob.) - Barangay 7 (Pob.) - Barangay 8 (Pob.) |